# Smurf attack
Smurf attack je napad na računalniško omrežje, ki ga uvrščamo med napade za porazdeljeno zavrnitev storitve (DDoS). Napad povzroči visok računalniški omrežni promet, kar posledično privede do slabšega delovanja in neodzivnosti strežnikov.
Ime ("Smrkci") je napad dobil zaradi načina delovanja, pri katerem množica majhnih napadalcev premaga veliko večjega nasprotnika. 

## Način delovanja
Smurf attack preobremeni strežnik, in sicer s pošiljanjem velikega števila paketov ICMP echo zahtev, ki se hkrati pošlje na vse gostitelje v omrežju. ICMP je protokol, ki ga uporabljajo omrežni računalniki za pošiljanje sporočil o napakah, informacije o storitvah in računalniku. Ko pride do zlorabe protokola ICMP in se gostitelji odzovejo na zahteve ICMP, se opazno poveča obseg prometa v omrežju, kar je preobremenjujoče, zato se strežnik tako rekoč zruši ali pride do nepravilnega, prekinjajočega delovanja.  
Smurf attack je dobro poznana in tipična oblika DDoS napada, za katerega so razvite varnostne rešitve, zato ne spada med prevladujoče grožnje. Deluje tako, da se z zlonamernim programom Smurf ustvari prikrit paket (Spoofed packet), v katerem je določen povratni naslov tarče. Paket se naslovi na različne naslove v omrežju, ti pa pošljejo odgovor na zahtevo na v paketu določen naslov, kar povzroči preobremenjenost tarče-strežnika. 